# Паметник костница (Кичево)
Вижте пояснителната страница за други значения на Паметник костница.
Паметникът костница е мемориална сграда, построена в центъра на град Кичево на хълма Китино кале.

## История
Строежът на паметника завършва през 1965 година. Вътре в костницата в метална кутия се съдържат останките на 511 участници в комунистическата съпротива във Вардарска Македония от Кичево и околностите му. 196 души от тях не са от Кичево и околностите му, но са погребани там, защото са умрели в района. Измежду по-видните останки са тези на Кочо Рацин, Мирко Милески и Ибе Паликукя.
Костницата е изградена от мрамор и е с полукръгла форма. На стената е изграден бронзов релеф, показващ мотиви от комунистическата съпротива, които включват сражение, оплакване на убитите и носене на ранените. Създател на релефа е Йордан Грабулоски. Вляво и вдясно от релефа са разположени девет мраморни плочи, на които са изписани имената на хората, чийто останки се съхраняват. В предната част на релефа има надгробен камък с надпис „1941 – 1945“